# Lepadella elongata
Lepadella elongata är en hjuldjursart som beskrevs av Koste 1992. Lepadella elongata ingår i släktet Lepadella och familjen Lepadellidae. Inga underarter finns listade i Catalogue of Life.